# Francisco Javier Elola y Díaz Varela
Francisco-Javier Elola Díaz-Varela (Monforte de Lemos, província de Lugo, 22 de setembre de 1877 - Barcelona, 12 de maig de 1939) fou un advocat i polític gallec, fiscal general de la República.

## Biografia
Es llicencià en dret a la Universitat de Santiago de Compostel·la el 1903, i el 1905 aprovà les oposicions de fiscal i de jutge. Després de la proclamació de la Dictadura de Primo de Rivera el 1923 fou nomenat vocal de la Junta Organitzadora del Poder Judicial, on es guanyà un gran prestigi com a especialista en matèria penal i processal. El 1924 fou nomenat jutge del districte de Chamberí i el 1929 representà Espanya als Congressos Penals Internacionals de París, Brussel·les i Budapest.
Malgrat aquest historial, el 31 de maig de 1931 fou nomenat Fiscal de la República, però dimití el 31 de juliol per a ser nomenat magistrat del Tribunal Suprem. A les eleccions generals espanyoles de 1931 fou elegit diputat pel Partit Republicà Radical per la província de Lugo. A les Corts Espanyoles participà en totes les discussions sobre l'organització del poder judicial a Espanya, cosa que l'enfrontaria al seu partit, que acabaria abandonant. No es presentà a les eleccions de 1933 i continuà com a Magistrat del Tribunal Suprem.
Ja en marxa la guerra civil espanyola, el 26 d'agost de 1936 fou nomenat president de la Sala Tercera del Contenciós Administratiu del Tribunal Suprem d'Espanya, i el 16 de setembre fou nomenat jutge especial instructor de la causa per la insurrecció a totes les casernes i cantons militars de Madrid. En la instrucció va guardar les formalitats legals, cosa que no va agradar als extremistes, que exigien un càstig exemplar dels colpistes, fins al punt que fou apartat de la instrucció per haver admès al general Joaquín Fanjul Goñi les proves que havia proposat. El 27 d'agost de 1937 fou nomenat President de la Junta d'Inspecció de Tribunals de Madrid. L'octubre de 1937 es traslladà a Catalunya, on el juny de 1938 defensà els funcionaris dels Jutjats de Barcelona acusats de quintacolumnisme.
Quan les tropes republicanes abandonaren Catalunya el gener de 1939, decidí quedar-se i s'oferí a col·laborar amb el nou règim, però fou detingut i el 26 de febrer fou processat per la mort del general Fanjul i les morts a la presó Model de Madrid de 23 d'agost de 1936. Fou condemnat a mort i executat a Barcelona el 12 de maig de 1939 juntament amb Fernando Berenguer de las Cagigas i Pedro Rodríguez Gómez.